# Maroc aux Jeux olympiques de la jeunesse d'été de 2010
Le Maroc participe aux Jeux olympiques de la jeunesse d'été de 2010 à Singapour.

## Athlétisme
Garçons
- Abdelhadi Labaali (1000 mètres)
- Younes Kabil (Lancer du disque)
- Hicham Sigueni (3000 mètres)  médaille de bronze

Filles
- Manal El Bahraoui (1000 mètres)
- Ouafae Tijani (2000 mètres Steeple)

## Canoë-kayak
- Kawtar Rimi

## Natation
- Bilal Achelhi
- Zineb El Hazaz